# Здравко Митков
Здравко Кирилов Митков е български режисьор и театрален педагог, професор в НАТФИЗ „Кръстьо Сарафов“.

## Биография
Роден е на 11 март 1952 в Кюстендил. Следва българска филология в Софийския университет и завършва театрална режисура във ВИТИЗ „Кръстьо Сарафов“, където става главен асистент (1985 – 1996), доцент (1996 – 1999) и професор (от 1999).
През март-май 1997 е гост-професор в Колорадо Колидж, Колорадо Спрингс, САЩ, където изнася лекции по режисура.
Член е на СНС към Научната комисия по филологически науки и изкуствознание на Висша атестационна комисия към Министерски съвет (1999 – 2000).
Заместник-ректор (12 януари 2000 – 21 септември 2000) и ректор (21 септември 2000 – 4 ноември 2003) на НАТФИЗ „Кръстьо Сарафов“.
Асистент-режисьор на Крикор Азарян в Народния театър „Иван Вазов“ (1978). Режисьор в Драматичния театър „Константин Величков“ в Пазарджик (1979 – 1984), Драматичния театър в Перник (1984 – 1986), Младежкия театър в София (1986 – 1988), Сатиричния театър „Алеко Константинов“ (1988 – 1992) и Театър „София“ (1992 – 2009).
Реализирал е 110 театрални и оперни постановки в България, САЩ и Северна Македония.
Директор на Сатиричния театър „Алеко Константинов“ (2013 – 2017).
Има множество преводи от английски и руски език.

### Взаимоотношения с Държавна сигурност
Със свои решения № 230 от 16 юни 2011 г. и № 2 – 398 от 24.09.2014 г. Комисията по досиетата установява и обявява, че от 1988 г. Здравко Митков е сътрудничил на Държавна сигурност (ДС) в качеството си на агент към Софийско градско управление на МВР (ДС-VI-II). Вербуван е на 06.12.1988 г. като секретен агент с псевдоним „Василев“ и свален от действащ оперативен отчет на ДС през 1990 г.

## Драматизации
- „Дон Кихот“ по Сервантес и Булгаков
- „Алис в Огледалния свят“ по Луис Карол
- „И сърцето най-сетне умира“ по Атанас Далчев
- „Аристофания“ по Аристофан

## Реализирани постановки
- „Щастливеца иде“ от Руси Божанов, 1979, Пазарджик
- „Стъклената менажерия“ от Тенеси Уилямс, 1979, Пазарджик
- „Меко казано“ от Валери Петров, 1980, Пазарджик
- „Умореният кон“ от Франсоаз Саган, 1980, Пловдив
- „Женска оправия“ от Аристофан/Мерл, 1981, Пазарджик
- „Старчето и стрелата“ от Никола Русев, 1981, Димитровград
- „Ромео и Жулиета“ от Уилям Шекспир, 1981, Пазарджик
- „Майка Парашкева“ от Габе/Гройс, 1982, Русе
- „Излишни неща от личния живот“ от С. Коковкин, 1982, Театър „София“
- „Копче за сън“ от Валери Петров, 1983, Пазарджик
- „Цялата истина за Св. Георги“ от М. Милков, 1983, Перник
- „Еспресо край Дунава“ от Ф. Каринти, 1984, Кафе-театър САБ, София
- „Рейс“ от Станислав Стратиев, 1984, Перник
- „Нож в сърцето“ от Тенеси Уилямс, 1985, Театър 199
- „Силата на съдбата“ от Джузепе Верди, 1985, Държавна опера Ст. Загора
- „Олимпий или реквием за приятеля“ от Пелин Пелинов, 1985, Пазарджик
- „Двуглавият орел“ от Жан Кокто, 1986, Младежки театър
- „Излишни неща от личния живот“ от С. Коковкин, 1985, БНТ, телевизионен театър
- „Обичан до смърт“ от Калин Донков, 1986, Младежки театър
- „Животът, макар и кратък“ и „Сауна“ от Стратиев/Каринти, октомври 1986, Сатиричен театър
- „Тъкачка на сънища“ от А. Вайехо, 1986, Учебен театър, НАТФИЗ
- „Мюзикъл за пет пари“ от Брехт/Ступел, 1987, Перник
- „Голям колкото малка ябълка“ от П. Анастасов, 1987, Народен театър
- „Копче за сън“ от Валери Петров, 1987, Младежки театър
- „Арсеник и стари дантели“ от Дж. Кесълринг, февруари 1988, Сатиричен театър
- „Алис в Огледалния свят“ от Каръл/Митков, 1988, Младежки театър
- „Мъртви души“ от Гогол/Булгаков, януари 1989, Сатиричен театър
- „И сърцето най-сетне умира“ от Атанас Далчев/Митков, 1988, НДК, София
- „Обичате ли човешко“ от М. Иванов, април 1989, Сатиричен театър
- „Рейс“ от Станислав Стратиев, май 1989, N.A.T., Рокфорд, Илинойс, САЩ
- „Антихрист – суперзвезда“ от М. Хубай, януари 1990, Сатиричен театър
- „Кукленика“ от Береш/Бръзицов, 1990, Учебен театър, НАТФИЗ
- „Професионалистът“ от Душан Ковачевич, 1990, Малък Градски Театър
- „О, щастливи дни“ от Самюъл Бекет, 1990, Народен театър „Ив. Вазов“
- „Билярд“ от Вл. Губарев, 1991, Театър „Сълза и смях“
- „Големият брилянтен валс“ от Драго Янчар, 1991, Учебен театър НАТФИЗ
- „Алис в Огледалния свят“ от Каръл/Митков, 1991, Т-р „Алтернатива“
- „Свидетел по дело №1“ от Л. Пеевски, 1991, Славянска беседа
- „Нощта на игуаната“ от Тенеси Уилямс, 1992, Малък Градски Театър
- „В самотата на памуковите полета“ от Б. М. Колтес, 1992, НДК
- „Венецианският търговец“ от Уилям Шекспир, 1992, Народен театър „Ив. Вазов“
- „Рейс“ от Ст. Стратиев, 1992, Театър „Алтернатива“
- „Италианката“ от Мърдък/Сондърс, 1992, Театър „София“
- „М. Бътерфлай“ от Д. Х. Уонг, 1993, Театър „София“
- „Нашият град“ от Т. Уайлдър, 1993, Учебен театър НАТФИЗ
- „Жените в парламента“ от Аристофан/Митков, 1993, Младежки театър
- „Ромео и Жулиета“ от Уилям Шекспир, 1993, Учебен театър НАТФИЗ
- „Адската машина“ от Жан Кокто, 1994, Учебен театър НАТФИЗ
- „Реквием за един шпионин“ от Дьорд Табори, 1994, Учебен театър НАТФИЗ
- „Рейс“ от Станислав Стратиев, 1994, Народен театър – Щип, Македония
- „Йонадав“ от Питър Шафър, 1995, Театър „София“
- „Лято и дим“ от Тенеси Уилямс, 1995, Театър „София“
- „Чудесна неделя за Крев Кьор“ от Тенеси Уилямс, 1996, Театър Бургас
- „Аристофания“ от Аристофан/Митков, 1996, Балчик
- „Напразни усилия на любовта“ от Уилям Шекспир, 1996, Театър „София“
- „Инцидент в здрача“ от Фридрих Дюренмат, 1996, Театър 199
- „Ромул Велики“ от Фридрих Дюренмат, декември 1996, Сатиричен театър
- „Еквус“ от Питър Шафър, 1997, „Армстронг тиътър“, Колорадо Спрингс, САЩ
- „Нерон – суперзвезда“ от М. Хубай, 1997, Учебен театър НАТФИЗ
- „Алис в Огледалния свят“ от Луис Карол/Митков, 1997, Театър „София“
- „Адската машина“ от Жан Кокто, 1998, Театър „София“
- „Борци“ от С. Карас, 1998, Малък градски театър
- „Еквус“ от Питър Шафър, 1998, Театър „Сълза и смях“, София
- „Празни стаи“ от Станислав Стратиев, 1999, Театър „София“
- „Череп в Конемара“ от Мартин Макдона, 1999, Театър Габрово
- „Развратникът“ от Ерик-Еманюел Шмит, 2000, Театър „София“
- „Клетка за пеперуди“ от Джери Хърман, 2000, Музикален театър „Ст. Македонски“ – София
- „Хотел между тоя и оня свят“ от Ерик-Еманюел Шмит 2000, Театър Пловдив
- „Пет мълчания“ от Шийла Стивънсън, март 2001 – Българско национално радио
- „Ключът“ от Джуничиро Танидзаки, 2001, Театър „Възраждане“
- „Иде ми да те убия“ от Ксавие Дюранже, 2001, Учебен Театър – НАТФИЗ
- „Просяшка опера“ от Джон Гей, 2001, Театър „София“
- „Фауст“ от Шарл Гуно, 2001, Национална опера – София
- „Пролетно пробуждане“ от Франк Ведекинд, 2002, Учебен театър НАТФИЗ
- „Хотел между тоя и оня свят“ от Ерик-Еманюел Шмит, 2003, Театър „София“
- „Клетка за сестрички“ от Жан Поаре, 2004, Сатиричен театър „Ал. Константинов“
- „Венецианска загадка“ от Джузепе Берто, 2004, Театър „Възраждане“
- „Жарава“ от Димитър Кабаков, 2004 – Българско национално радио
- „Арсеник и стари дантели“ от Дж. Кесълринг, 2004, Театър „София“
- „Уморените коне ги убиват, нали?“ от Хорас Маккой, 2005, Учебен театър НАТФИЗ
- „Последната нощ на Сократ“ от Стефан Цанев, 23 октомври 2005, Българско национално радио
- „Процесът срещу Дон Жуан“ от Ерик-Еманюел Шмит, 2006, Учебен театър НАТФИЗ
- „Последната нощ на Сократ“ от Стефан Цанев, 2006, Народен театър „Ив. Вазов“
- „Ромео и Жулиета“ от Уилям Шекспир, 2007, Театър „София“
- „Обществен враг“ от Хенрик Ибсен / Артър Милър, 2007, Театър Пловдив[5]
- „Уморените коне ги убиват, нали?“ от Хорас Маккой, 2008, Театър „София“
- „Волпоне“ от Бен Джонсън, 2009, Народен театър „Ив. Вазов“
- „Неделя вечер“ от Захари Карабашлиев, 2009
- „Рент“, 2009, Учебен театър НАТФИЗ
- „Електра или свалянето на маските“ от Маргьорит Юрсенар, 2010, Театър „София“
- „Дребни брачни престъпления“ от Ерик-Еманюел Шмит, 2010, Народен театър „Ив. Вазов“
- „Отблизо“ от Патрик Марбър, 8 октомври 2011, Театър „Възраждане“
- „Неделя вечер“ от Захари Карабашлиев, 2012, Радиотеатър – Българско национално радио
- „Дон Жуан от Сохо“ от Патрик Марбър, 2013, Сатиричен театър „Ал. Константинов“
- „Добрият доктор“ от Нийл Саймън, 2013, Учебен театър НАТФИЗ
- „Повелителят на мухите“ от Уилям Голдинг/Найджъл Уилямс, 2013, Учебен театър НАТФИЗ
- „Волпоне“ от Бен Джонсън, 2014, Сатиричен театър „Ал. Константинов“
- „Шумът на върбите“ от Кенет Греъм / Алън Бенет, 2014, Сатиричен театър „Ал. Константинов“
- „Рейс“ от Станислав Стратиев, 2015, Сатиричен театър „Ал. Константинов“
- „Името“ от Делапорт/Ла Пателиер, 2016, Сатиричен театър „Ал. Константинов“
- „Лъжци по неволя“ от Антъни Нийлсън, 2016, Сатиричен театър „Ал. Константинов“
- „Щастливеца“ от Руси Божанов, 2017, Сатиричен театър „Ал. Константинов“
- „Разделям двойки по домовете“ от Тристан Птижирар, 2017, Младежки театър
- „Прощална вечеря“ от Делапорт/Ла Пателиер, 2017, Сатиричен театър „Ал. Константинов
- „Антихрист-суперзвезда“ от Миклош Хубаи, 2017, Учебен театър НАТФИЗ
- „Иде ми да те убия“ от Ксавие Дюранже, 2018, Учебен театър НАТФИЗ и 2019 Младежки театър
- „Рейс“ от Станислав Стратиев, 2018, Драматичен театър „Ив. Радоев“ Плевен
- „Той е дяволът!“ от Себастиан Тиери, 2020, Младежки театър
- „Адската машина“ от Жан Кокто, 2021, Театър НАТФИЗ
- „Чудесна неделя за Creve Coeur“ („A Lovely Sunday for Creve Coeur“) от Тенеси Уилямс (2022, Народен театър „Ив. Вазов“)
- "Венецианска загадка" ("Anonimo Veneziano") от Джузепе Берто (2024, Драматичен театър Пловдив)

## Гастроли
Гастроли в чужбина
- 1997 – „Армстронг тиътър“, Колорадо Спрингс, Колорадо, САЩ;
- 1994 – „Народен театър“ Щип, Македония;
- 1989 – „Нов американски театър“, Рокфорд, Илинойс, САЩ.

Гастроли в България
- театър „Иван Вазов“;
- Малък градски театър София;
- Театър „Сълза и смях“;
- Младежки театър „Николай Бинев“,
- Театър „Възраждане“,
- Театър „Алтернатива“, София;
- НДК – София;
- Драматичен театър – Пловдив;
- Драматичен театър – Русе;
- Драматичен театър – Бургас;
- Драматичен театър – Димитровград;
- Драматичен театър – Габрово;
- Народна опера – Стара Загора;
- Театър 199, София;
- Национален музикален театър – София;
- Национална опера и балет.

## Национални награди
- 2022 – Почетно отличие на Министерството на културата „Златен век“ – с огърлие
- 2017 – Награда „ИКАР“ – Най-добър спектакъл за спектакъла „ИМЕТО“
- 2017 – Награда на Министерството на културата „Най-добър мениджмънт“ (Сатиричен театър „Ал. Константинов“)
- 2002 – Награда на София за постановката на операта „Фауст“,
- 2000 – Награда за режисура „Аскеер“ за спектакъла „Развратникът“,
- 1986 – Награда за режисура на III Национален преглед на Камерните постановки, Враца – за спектакъла „Нож в сърцето“,
- 1985 – Награда за режисура на Национален преглед „Поглед към вековете“ – за спектакъла „Олимпий или Реквием за приятеля“,
- 1984 – Награда за режисура на VII Национален преглед на българската драма и театър – за спектакъла „Рейс“,
- 1983 – Награда на МНО за спектакъла „Цялата истина за Свети Георги“,
- 1982 – Награда на САБ за най-добър млад режисьор на годината,
- 1980 – Награда за режисура на IV Национален преглед на детско-юношеската драматургия и театър за спектакъла „Меко казано“.

## Преводи
От английски език
1. „Нощта на игуаната“ от Тенеси Уилямс[6]
2. „Чудесна неделя за Creve Coeur“ от Тенеси Уилямс
3. „Лято и дим“ от Тенеси Уилямс[6]
4. „Въведение към „Ромео и Жулиета“ от проф. Томас Перът[6]
5. „Криле“ от Артър Копит[6]
6. „Арсеник и стари дантели“ от Джоузеф Кесълринг[6]
7. „Шумът на върбите“ от Алън Бенет (по Кенет Греъм)[6]
8. „Вишневите сестри“ от Майкъл Грийн[6]
9. „Еквус“ от Питър Шафър[6]
10. „Наемът“ от Джонатан Ларсън
11. „Повелителят на мухите“ от Найджъл Уилямс (по Уилям Голдинг)

От руски език
- „Излишни неща от личния живот“ от Сергей Коковкин[6]
- „Мъртви души“ от Михаил Булгаков